# Dragon Solar Park
Der Dragon Solar Park (thailändisch ดรากอน โซลาร์ พาร์ค) ist ein reines Fußballstadion in Ratchaburi in der Provinz Ratchaburi, Thailand. Es wird derzeit hauptsächlich für Fußballspiele genutzt und ist das Heimstadion vom Ratchaburi FC.
Das Stadion hatte im Jahr der Fertigstellung 2016 ein Fassungsvermögen von 13.000 Zuschauern. Nachdem man 2017 im Stadion nur Sitzplätze montierte, hat das Stadion nun ein Fassungsvermögen von 10.000 Zuschauern. Das Stadion wurde nach dem Hauptsponsor des Vereins, der Zuckermanufaktur Mitr Phol benannt. Nachdem Mitr Phol das Sponsoring von Ratchaburi 2022 beendet hatte, wurde das Stadion in Dragon Solar Park umbenannt. Der neue Namenssponsor ist der Hersteller von Solarmodulen, die Dragon Energy Technology and Organizer Co., Ltd.
Eigentümer und Betreiber des Stadions ist der Ratchaburi Football Club.

## Nutzer des Stadions
| Verein        | Zeitraum der Nutzung |
| ------------- | -------------------- |
| Ratchaburi FC | 2016 bis heute       |